# Corydalis gotlandica
Corydalis gotlandica is een zeldzame plant die endemisch is in het Zweedse eiland Gotland. 

## Naamgeving enetymologie
- Synoniemen: Gymnigritella runei Teppner & E.Klein, Nigritella runei (Teppner & E.Klein) Kreutz.

De botanische naam Corydalis is afgeleid van het Oudgriekse κορυδαλλίς, korudallis (kuifleeuwerik), naar de vorm van de bloemen. De soortaanduiding gotlandica is een latinisering van de vindplaats Gotland.

## Kenmerken
Corydalis gotlandica is een overblijvende plant die overwintert met een solide stengelknol. De bloemstengel is tot 6 cm hoog, draagt onderaan een schedevormig blad en hogerop enkele dubbel tot driemaal geveerde stengelbladeren. De bloeiwijze is een dichte, langwerpige tros met talrijke paarse bloemen. De schutblaadjes zijn ovaal, niet ingesneden. 
De plant vertoont intermediaire kenmerken tussen de vingerhelmbloem (C. solida) en Corydalis intermedia en wordt beschouwd als een hybride tussen deze beide soorten.
De bloeitijd is van maart tot april.

## Habitaten verspreiding
Corydalis gotlandica heeft een voorkeur voor voedselarme tot matig voedselrijke graslanden en struwelen op zandige bodem, vooral in halfschaduw.
Het is een endemische plant in het eiland Gotland voor de kust van Zweden waar de soort voorkomt op acht plaatsen. De totale populatie wordt geschat op 10.000 exemplaren.
... · 
C. bulbosa · C. cava (Holwortel) · 
C. gotlandica · 
C. solida (Vingerhelmbloem) · 
...